# 木崎英夫
木崎 英夫（きざき ひでお、1959年5月19日 - ）は、スポーツライター、ディスクジョッキー。
神奈川県川崎市出身。フリーランス。

## 主な活動

### テレビ番組
- 1983年8月－1986年10月　ミュージックトマト（テレビ神奈川）
- 1984年11月　タモリクラブ（テレビ朝日）
- 1990年10月　プロ野球ニュースMIP特番（フジテレビ）
- 1993年4月－1994年10月　クラブCHR（テレビ神奈川）
- 1996年4月　上岡龍太郎にはダマされないぞ！（フジテレビ）
- 1996年（4月、6月、8月）　メジャーダイジェスト、スタジオナビゲーター（フジテレビ）
- 1996年8月　さんま大先生（フジテレビ）
- 1997年（4月－9月）　メジャーリーグレポート（フジテレビ）
- 2004年　7時の全国ニュース。イチロー偉業達成インタビュー（NHK）
- 2011年4月－2013年3月　ベスト・スポーツ　メジャーリーグレポート（NHK　BS)
- 2012年7月　報道ステーション（テレビ朝日）
- 2019年4月7日　ミスーターサンデー（フジテレビ）

### ラジオ番組
- 1984年（4月－9月）　Time is on my side（文化放送）
- 1984年10月－1985年3月　ミュージックバスターズ（ラジオ日本）
- 1985年4月－1987年3月　100万人の英語（文化放送）
- 1986年（4月－9月）　The Night Flight（FM横浜）
- 1986年10月－1987年9月　東京スーパーエンジェル、今井美樹、鈴木保奈美主演の番組で放送作家を担当（文化放送）
- 1988年10月－1989年3月　フレッシュモーニング（FM横浜）
- 1989年4月－1992年1月　Nice and Breezy（FM横浜）
- 1990年4月－1991年3月　おはようトーキョウアイト（東京FM)
- 1992年2月　Catfish（J-Wave）
- 1992年、1993年　Pazz & Jops / ジョン・カビラ氏の代役（J-Wave）
- 1993年10月－1994年9月　Daytime Wind（FM横浜）
- 1994年（4月－9月）　Time after Time（J-Wave）
- 1994年6月　ビートルズ特番（J-Wave）
- 1994年7月　Tokio Today / ジョン・カビラ氏の代役（J-Wave）
- 1995年（4月－9月）　スポーツライン（BayFM）
- 1996年4月－1997年9月　Sunday Morning Jam（J-Wave）
- 2001年－2004年　オープンセサミ（JFN）
- 2003年－2006年　ミュージックギングダム「アスリートサーズデー」（FM横浜）
- 2003年－2008年　イチロー選手の全打席をセーフコ・フィールドで実況担当（ニッポン放送）
- 2004年（4月－9月）　柴田玲のSUPREME（東京FM）
- 2004年10月　ホリデースペシャル「スポーティングワールド」（J-Wave）
- 2005年2月　いつもふたりで（FM横浜）

### テレビ番組ナレーション
- 1991年（4月－9月）　プロ野球ニュース（フジテレビ）
- 1993年4月　DATAカルチョ（フジテレビ）
- 1993年4月－1994年9月　プロ野球ニュース日曜（フジテレビ）
- 1994年5月　ET（TBSテレビ）
- 1994年9月　スポーツホットライン（TBSテレビ）
- 1996年9月　日系人野球の歴史（NHK　BS)

### CMナレーション

#### テレビ
- ケンタッキーフライドチキン
- マンズヌーベルワイン
- パナファコム
- 三ツ矢サイダー
- 第二電電００６１
- ミネベア化粧品
- 東京ディズニーランド
- 横浜元町チャーミングセール

#### ラジオ
- 雑誌ポパイ
- anan
- JCBカード
- 富士フイルム
- 東京都
- ナムコワンダーエッグ
- サントリー
- ホンダ
- バドワイザー
- 日本郵船
- 日通
- ソニー
- ヤナセ
- ダカーポ
- セブンイレブン
- 三菱レーヨン

### 企業VPナレーション
- WOWOW加入促進
- NEC
- ホンダモーターバイク
- 出光Mカード
- 京セラ
- 日産
- トヨタセリカ
- インターコンチネンタルホテル

### イベントMC
- 1991年11月　カネボウ　スイムウェアショー
- 1992年7月　カネボウ新化粧品プレス発表会
- 1993年8月　ヴィダルサスーン新製品プレス発表会
- 1993年12月　谷村新司新刊本発表パーティー

### テレビ制作業務
- 1996年、2001年、2002年　ワールドシリーズ時　NHK中継スコアラー
- 2003年－2008年　イチロー選手の年間200本安打達成時のTV代表質問
- 2003年－2008年　オールスターゲームにおいてイチロー選手へのTV代表質問

## 経歴

### 通信員歴
- 1995年－1996年　東京スポーツ通信員
- 2000年－2002年　共同通信通信員
- 2003年－2012年　日刊スポーツ通信員
- 2013年－2018年　時事通信通信員
- 2019年－　フルカウント通信員

### レギュラーコラム
- 2003年－2012年　NHK情報誌『ステラ』
- 2006年－2016年　週刊ベースボール
- 2015年－　日本経済新聞電子版、ビジネスオピニオン誌WEDGE電子版
- 2018年－　NumberWeb

### 特集記事
- 「野茂英雄　メッツ移籍の真相」（ナンバー）
- 「田口壮、メジャーデビュー」（スポーツヤァー！）
- 「スポーツ英雄神話　石井一 久」（徳間書店）
- 「五輪　過去の名選手達」（週刊文春）
- 「辣腕代理人　スコット・ボラス独占インタビュー」（サンデー毎日）
- 「エン ゼルス　長谷川滋独占インタビュー」（アサヒ芸能）
- 「イチロー、偉業の深淵を覗く」（ステラ）
- 「イチロー記録達成までの軌跡」（ステラ）
- 「深遠のメッセージ　イチローの野球観」（ステラ）
- 「トレバー・バウアー　『Yuの底なしのファンとして』」（Sports Graphic Number)

### 書籍
- 2007年　『約束のマウンド』（双葉社）

## 人物
早稲田大学卒。
ラジオ・テレビの音楽番組を中心としたディスクジョッキー・ビデオジョッキーなどを担当。
1980年代「ランディー木崎」名でミュージックトマトの初代ビデオジョッキーを務める。
1995年にアメリカ合衆国に渡り、メジャーリーグ・ベースボールの日本人選手を中心としたスポーツジャーナリストとしての活動を開始。雑誌や新聞で選手評を多数掲載している。

## その他

### 講演
- 2018年1月　愛知県立豊橋南高校にて講演